# Max Schlosser
Pour les articles homonymes, voir Schlosser.
Max Schlosser est un paléontologue allemand, né le 5 février 1854 à Munich et mort le 7 octobre 1932.

## Biographie
Il obtient son doctorat à Munich en 1882, il étudie auprès de Othniel Charles Marsh (1831-1899) en 1884 aux États-Unis d'Amérique. De 1908 à 1924, il est conservateur et professeur au muséum de Munich. Il étudie particulièrement les fossiles de mammifères et s’intéresse à la paléontologie de la Bavière.

## Liste partielle des publications
- (de) Die Nager (1884)
- (de) Die Affen, Insektivoren, Creodonten… des europäischen Tertiärs (1887-90)
- (de) Die fossilen Säugetiere Chinas (1903).